# SC 1921 Obermaßfeld
Der SC 1921 Obermaßfeld ist ein deutscher Sportverein aus Obermaßfeld im Landkreis Schmalkalden-Meiningen. Der Verein steht in der Tradition der BSG Traktor Obermaßfeld. Heimstätte des Clubs ist der Sportplatz Obermaßfeld.

## Sektion Fußball
Der SC Obermaßfeld wurde 1921 unter der Bezeichnung SC 1921 Obermaßfeld gegründet. Der Club agierte bis 1945 stets unterklassig, etwaige Teilnahmen zur Gauliga Mitte sowie an den Endrunden des Verbandes Mitteldeutscher Ballspiel-Vereine fanden nicht statt.
1945 wurde der Verein aufgelöst und als SG Obermaßfeld neu gegründet. Die lose Sportgruppe trat ab 1951 innerhalb der Sportvereinigung Traktor als Traktor Obermaßfeld bzw. Traktor Obermaßfeld-Grimmenthal in Erscheinung. Auf sportlicher Ebene agierten die Thüringer von 1957 bis Mitte der sechziger Jahre in der damals dritt- bzw. viertklassigen Bezirksliga Suhl, in welcher Obermaßfeld fast durchweg im Abstiegskampf stand. Die höchste Spielklasse des Bezirkes Suhl hielt Traktor Obermaßfeld mit kurzzeitigen Unterbrechungen bis 1967, in der Folgezeit war die BSG auf Ligaebene nur noch im südthüringischen Lokalfußball aktiv. In der Spielzeit 1954/55 gelang die einmalige Qualifikation zur ersten Hauptrunde des FDGB-Pokals, in dem sich Traktor Obermaßfeld mit 1:0 über Post Jena durchsetzen konnte, in der Folgerunde unterlagen die Thüringer der BSG Motor Zschopau jedoch deutlich mit 0:5.
Nach der Wende folgte im Jahr 1990 eine Rückbenennung in SC 1921 Obermaßfeld. Aktuelle Spielklasse ist die Kreisliga Rhön-Rennsteig.

## Statistik
- Teilnahme Bezirksliga Suhl: 1957 bis 1962/63, 1964/65 bis 1966/67
- Teilnahme FDGB-Pokal: 1954/55